# باواریا (کانزاس)
باواریا (به انگلیسی: Bavaria) یک منطقهٔ مسکونی در ایالات متحده آمریکا است که در شهرستان سالین، کانزاس واقع شده‌است. باواریا ۳۸۸ متر بالاتر از سطح دریا واقع شده‌است.